# Lou Lesage
 (avril 2018).
Lou Lesage est une chanteuse et actrice française, née le 24 mai 1991.

## Biographie
Chanteuse et comédienne, Lou Lesage est la fille de Gil Lesage artiste et photographe.
En 2013, Lou côté mode devient l'égérie de la campagne Thomsen.
Elle est également la petite amie d'Arthur Jacquin avec qui ils ont fondés le groupe Soleil Bleu 

## Filmographie

### Cinéma

#### Longs métrages
- 2009 : LOL de Lisa Azuelos : Stéphane
- 2011 : My Little Princess d'Eva Ionesco : Rose
- 2013 : Océane de Philippe Appietto et Nathalie Sauvegrain : Océane
- 2014 : Elle l'adore de Jeanne Herry : Julie
- 2017 : L'Histoire d'une mère de Sandrine Veysset : Neige/Angèle

#### Courts métrages
- 2012 : Embrasse-moi si tu peux (court métrage) de Thomas Lélu
- 2013 : Cinéma de quartier (court métrage) de Sandrine Veysset (collection télévisuelle Le Tourbillon de Jeanne sur Jeanne Moreau) : la mère

#### Clip
- 2016 : clip de la chanson de Dani Étoiles et Revers[1]
- 2017: clip "petite femelle" de Soleil Bleu
- 2018: clip "la robe du temps" de Soleil Bleu
- 2018: clip "nuée chaude" de Soleil Bleu
- 2019: clip "Horizon" de Soleil Bleu pour Sezane
- 2021: clip "Alma Page" de Soleil Bleu
- 2021: clip "Le Navire" de Soleil Bleu

## Discographie
- 2010 : Lou Lesage (EP)
- 2011 : Gonzo Needs A Holiday (single)
- 2021: EP "Félins pour l'Autre" Soleil Bleu